# Le Samyn 2021
Le Samyn 2021 fue una carrera ciclista disputada el 2 de marzo en Bélgica, con inicio en la localidad de Quaregnon y final en Dour, siendo de 205,4 km.

## Equipos participantes
En la edición de este año, participaron 7 equipos de categoría UCI WorldTeam, 9 de categoría UCI ProTeam y 9 de categoría Continental:
| WorldTeams (7)- AG2R Citroën Team - Cofidis - Deceuninck-Quick Step - Intermarché-Wanty-Gobert Matériaux - Israel Start-Up Nation - Lotto Soudal - Qhubeka Assos ProTeams (9)- Delko - Alpecin-Fenix - B&B Hotels p/b KTM - Bingoal-WB - Arkéa-Samsic - Rally Cycling - Sport Vlaanderen-Baloise - Total Direct Énergie - Uno-X Pro Cycling Team Equipos continentales (9)- BEAT Cycling - Canyon dhb SunGod - Groupama-FDJ Continental - Development Team DSM - Lviv - Jumbo-Visma Development Team - Leopard - SEG Racing Academy - Tarteletto-Isorex |
| |

## Clasificación final
| \| Clasificación general \| Clasificación general \| Clasificación general \| Clasificación general \| Clasificación general \| \| Ciclista \| Ciclista \| Equipo \| Tiempo \| \| \| --------------------- \| --------------------- \| ---------------------------------- \| --------------------- \| --------------------- \| \| 1.º \| Tim Merlier \| Alpecin-Fenix \| 4 h 34 min 29 s \| \| \| 2.º \| Rasmus Tiller \| Uno-X Pro Cycling Team \| + 0 s \| \| \| 3.º \| Andrea Pasqualon \| Intermarché-Wanty-Gobert Matériaux \| + 0 s \| \| \| 4.º \| Sep Vanmarcke \| Israel Start-Up Nation \| + 0 s \| \| \| 5.º \| Hugo Hofstetter \| Israel Start-Up Nation \| + 0 s \| \| \| 6.º \| Amaury Capiot \| Arkéa-Samsic \| + 0 s \| \| \| 7.º \| John Degenkolb \| Lotto-Soudal \| + 0 s \| \| \| 8.º \| Dimitri Claeys \| Qhubeka Assos \| + 0 s \| \| \| 9.º \| Timothy Dupont \| Bingoal-WB \| + 0 s \| \| \| 10.º \| Milan Menten \| Bingoal-WB \| + 0 s \| \| |                  |                                    |                 |
| |                  |                                    |                 |
| Fuente: ProCyclingStats |                  |                                    |                 |
| Clasificación general |                  |                                    |                 |
| Ciclista | Ciclista         | Equipo                             | Tiempo          |
| 1.º | Tim Merlier      | Alpecin-Fenix                      | 4 h 34 min 29 s |
| 2.º | Rasmus Tiller    | Uno-X Pro Cycling Team             | + 0 s           |
| 3.º | Andrea Pasqualon | Intermarché-Wanty-Gobert Matériaux | + 0 s           |
| 4.º | Sep Vanmarcke    | Israel Start-Up Nation             | + 0 s           |
| 5.º | Hugo Hofstetter  | Israel Start-Up Nation             | + 0 s           |
| 6.º | Amaury Capiot    | Arkéa-Samsic                       | + 0 s           |
| 7.º | John Degenkolb   | Lotto-Soudal                       | + 0 s           |
| 8.º | Dimitri Claeys   | Qhubeka Assos                      | + 0 s           |
| 9.º | Timothy Dupont   | Bingoal-WB                         | + 0 s           |
| 10.º | Milan Menten     | Bingoal-WB                         | + 0 s           |

## UCI World Ranking
Le Samyn otorgó puntos para el UCI World Ranking para corredores de los equipos en las categorías UCI WorldTeam, UCI ProTeam y Continental. Las siguientes tablas son el baremo de puntuación y los 10 corredores que obtuvieron más puntos:
| Posición   | 1.º | 2.º | 3.º | 4.º | 5.º | 6.º | 7.º | 8.º | 9.º | 10.º | 11.º | 12.º | 13.º-15.º | 16.º-25.º |
| Puntuación | 125 | 85  | 70  | 60  | 50  | 40  | 35  | 30  | 25  | 20   | 15   | 10   | 5         | 3         |

| Clasificación |                  |                                    |        |
| Posición      | Ciclista         | Equipo                             | Puntos |
| ------------- | ---------------- | ---------------------------------- | ------ |
| 1.º           | Tim Merlier      | Alpecin-Fenix                      | 125    |
| 2.º           | Rasmus Tiller    | Uno-X                              | 85     |
| 3.º           | Andrea Pasqualon | Intermarché-Wanty-Gobert Matériaux | 70     |
| 4.º           | Sep Vanmarcke    | Israel Start-Up Nation             | 60     |
| 5.º           | Hugo Hofstetter  | Israel Start-Up Nation             | 50     |
| 6.º           | Amaury Capiot    | Arkéa Samsic                       | 40     |
| 7.º           | John Degenkolb   | Lotto Soudal                       | 35     |
| 8.º           | Dimitri Claeys   | Qhubeka ASSOS                      | 30     |
| 9.º           | Timothy Dupont   | Bingoal-WB                         | 25     |
| 10.º          | Milan Menten     | Bingoal-WB                         | 20     |